# Laura Bettega
Laura Bettega (* 20. Januar 1968 in Feltre) ist eine ehemalige italienische Skilangläuferin.

## Werdegang
Bettega trat international erstmals bei den Junioren-Skiweltmeisterschaften 1986 in Lake Placid in Erscheinung. Dort belegte sie den 31. Platz über 5 km, den 20. Rang über 15 km und den achten Platz mit der Staffel. Im folgenden Jahr kam sie bei den Junioren-Skiweltmeisterschaften in Asiago auf den 38. Platz über 15 km Freistil und auf den 37. Rang über 5 km. Bei den Junioren-Skiweltmeisterschaften 1988 in Saalfelden holte sie die Bronzemedaille mit der Staffel. Zudem errang sie dort den 21. Platz über 15 km. Bei ihrer einzigen Olympiateilnahme im Februar 1992 in Albertville belegte sie den 35. Platz über 30 km Freistil.